# THE CHAIR
『THE CHAIR』（ザ・チェアー）は、アメリカ生まれのクイズ番組・バラエティ番組である。
世界15か国で放送され、アメリカではABCで、イギリスではBBCで、フランスではTF1で放送されている。日本では2005年5月25日および9月28日にTBSで放送され、『クイズ$ミリオネア』を上回る視聴率を得た。
アメリカ版・イギリス版司会者はテニス界の暴れん坊ジョン・マッケンローである。

## 日本版

### 第1回（2005年5月25日放送）
挑戦者はステージ中央に置かれた椅子 (THE CHAIR) に座り、司会者が出題する7つの4択問題に答えていく。ただし解答するためには心拍数をある一定レベルまで下げないと解答できない。1問答える度に5%ずつレッドライン（心拍数の上限）が減らされるだけでなく、そのレッドラインより高い心拍数でいる間、それまでに獲得した賞金も1秒単位で減っていく。先に選択肢を読み上げ、その後で問題文を読む。この問題文を読み終わった時点でレッドラインをオーバーしているかどうかをチェックする。 1問でも間違えたり、賞金が0になった時点で失格。全問正解で賞金獲得。最高金額は1000万円。
司会者は挑戦者の昔の写真などあの手この手を使って挑戦者の心拍数を少しでも上げようとし、そして挑戦者はその揺さぶりに対して平常心を保って心拍数を抑える。
| 設問  | 賞金       | レッドライン    | 没収金額    |
| ----- | ---------- | --------------- | ----------- |
| 第1問 | ¥200,000   | 平均心拍数×160% | ¥1,000／秒  |
| 第2問 | ¥500,000   | 平均心拍数×155% | ¥1,000／秒  |
| 第3問 | ¥750,000   | 平均心拍数×150% | ¥3,000／秒  |
| 第4問 | ¥1,000,000 | 平均心拍数×145% | ¥3,000／秒  |
| 第5問 | ¥1,500,000 | 平均心拍数×140% | ¥5,000／秒  |
| 第6問 | ¥2,500,000 | 平均心拍数×135% | ¥10,000／秒 |
| 第7問 | ¥3,500,000 | 平均心拍数×130% | ¥30,000／秒 |

なお、クイズに入る前に賞金50,000円が加算される。

### 第2回（2005年9月28日放送）
挑戦者はステージ中央に置かれた椅子 (THE CHAIR) に座り、司会者が出題する10の問題に答えていく。クイズの内容は前回と異なり、計算問題・アナグラム・引っ掛け問題・しりとりなど…といった冷静さが求められるものになった。制限時間は1問につき60秒。ただし問題の前に行われる「心拍数チェック」で心拍数がレッドライン（心拍数の上限）より高かった場合60秒以内にレッドラインを一瞬でもクリアしなければ解答できず、クリアした場合はその残り時間で解答しなければならない。レッドラインは1問答える度に3つずつ（最終問題のみ6つ）減らされる。1問でも間違えたり、制限時間が0になった時点で失格。全問正解で1000万円獲得。自信がない場合はドロップアウトして獲得賞金の半分を持って帰ることができる。
第1回とは異なり、司会者が挑戦者の昔の写真などあの手この手を使うということはなくなったが、スタート前には親しい友人からの応援メッセージ、2問目の前には事前に行った適性検査の結果発表、6問目の前には「The Chair's Question」（4 - 5つの危ない質問に全て「いいえ」で答える）があり、これがかなり挑戦者の動揺を誘っている。
| 設問   | 賞金        | レッドライン   |
| ------ | ----------- | -------------- |
| 第1問  | ¥50,000     | 平均心拍数＋30 |
| 第2問  | ¥100,000    | 平均心拍数＋27 |
| 第3問  | ¥300,000    | 平均心拍数＋24 |
| 第4問  | ¥500,000    | 平均心拍数＋21 |
| 第5問  | ¥1,000,000  | 平均心拍数＋18 |
| 第6問  | ¥1,500,000  | 平均心拍数＋15 |
| 第7問  | ¥2,000,000  | 平均心拍数＋12 |
| 第8問  | ¥3,000,000  | 平均心拍数＋9  |
| 第9問  | ¥5,000,000  | 平均心拍数＋6  |
| 第10問 | ¥10,000,000 | 平均心拍数＋0  |

### 司会
- 浜田雅功（ダウンタウン）

### 過去出演の主なゲスト
初回
- 丸山和也
- 泉ピン子
- 野村克也
- 田村淳（ロンドンブーツ1号2号）
- 石原良純
- MEGUMI

第2回
- 真島茂樹
- 橋下徹
- 上田晋也（くりぃむしちゅー）
- レイザーラモンHG
- 山口智充（DonDokoDon）
- 堺正章
- MEGUMI

### スタッフ
- ナレーター：垂木勉 / 豊田綾乃（TBSアナウンサー）
- 構成：高須光聖、都築浩、木野聡、堀江利幸、長谷川大雲
- 問題ブレーン：道蔦岳史、矢野了平
- TM/TD：中澤健
- VE：江川英男
- カメラ：井原公二
- 音声：照屋哲
- 照明：清水朝彦
- 美術プロデューサー：横井直行
- 美術デザイナー：山口智広
- 美術制作：中村嘉邦
- 装置：尻無浜宏人、石原隆
- 大道具操作：塚上博、茅野築
- 特殊装置：榎本和久
- メカシステム：大谷圭一
- 電飾：真鍋明
- 特殊効果：永岡昇
- メイク：牧瀬典子（浜田雅功担当）、玉田秋恵
- スタイリスト：北田あつ子（浜田雅功担当）
- CG：アパッシュ
- 編集：田口正樹
- MA：轉石裕治
- 音効：古川直樹
- TK：南田めぐみ
- 宣伝：高橋久美子
- デスク：松崎由美
- AP：橋本美和
- ディレクター：谷中憲、新沢学、髙木剛、太田実
- 演出：掛水伸一
- プロデューサー：櫟本憲勝、帯純也、山地孝英
- チーフプロデューサー：戸髙正啓
- 協力：アルファリレーション
- 技術協力：エヌ・エス・ティー、TAMCO、ティ・エル・シー、オムニバス・ジャパン
- 制作協力：G-yama
- 制作：TBSテレビ
- 製作著作：TBS

## 各国版
各国版では3問正解以降、Stabilizeを設定することができる。これは、誤答して失格になったときに設定したときの賞金が保証されるというシステムである。ただし、レッドラインを超えて現在の賞金がStabilizeの賞金を下回ると、Stabilizeの賞金も減額していく。（もちろん、Stabilizeの賞金は回復しない）

### アメリカ版
問題に入る前に、突然ワニやニシキヘビが中央から降りてきたり、ステージの周りの炎が上がったりするなどのアトラクションが起こる。これに約20秒間耐えなければならず、このときにレッドラインを超えると賞金が減額されていく。

### イギリス版
3問目の前には「The Chair's Question」があるが日本版とは異なり、45秒間のクイズに挑戦して正解した分だけ次の問題のレッドラインを上昇させることができる。